# Bonnevaux (Haute-Savoie)
Pour les articles homonymes, voir Bonnevaux.
Bonnevaux est une commune française située dans le département de la Haute-Savoie, en région Auvergne-Rhône-Alpes.

## Géographie
Le mont Ouzon (1 880 m) est situé à l'ouest du village.

## Urbanisme

### Typologie
Au 1er janvier 2024, Bonnevaux est catégorisée commune rurale à habitat dispersé, selon la nouvelle grille communale de densité à sept niveaux définie par l'Insee en 2022.
Elle est située hors unité urbaine et hors attraction des villes,.

### Occupation des sols
L'occupation des sols de la commune, telle qu'elle ressort de la base de données européenne d’occupation biophysique des sols Corine Land Cover (CLC), est marquée par l'importance des forêts et milieux semi-naturels (78,6 % en 2018), une proportion identique à celle de 1990 (78,6 %). La répartition détaillée en 2018 est la suivante : 
forêts (73,2 %), prairies (13,6 %), milieux à végétation arbustive et/ou herbacée (5,4 %), zones agricoles hétérogènes (4,1 %), zones urbanisées (3,7 %).
L'IGN met par ailleurs à disposition un outil en ligne permettant de comparer l’évolution dans le temps de l’occupation des sols de la commune (ou de territoires à des échelles différentes). Plusieurs époques sont accessibles sous forme de cartes ou photos aériennes : la carte de Cassini (XVIIIe siècle), la carte d'état-major (1820-1866) et la période actuelle (1950 à aujourd'hui).

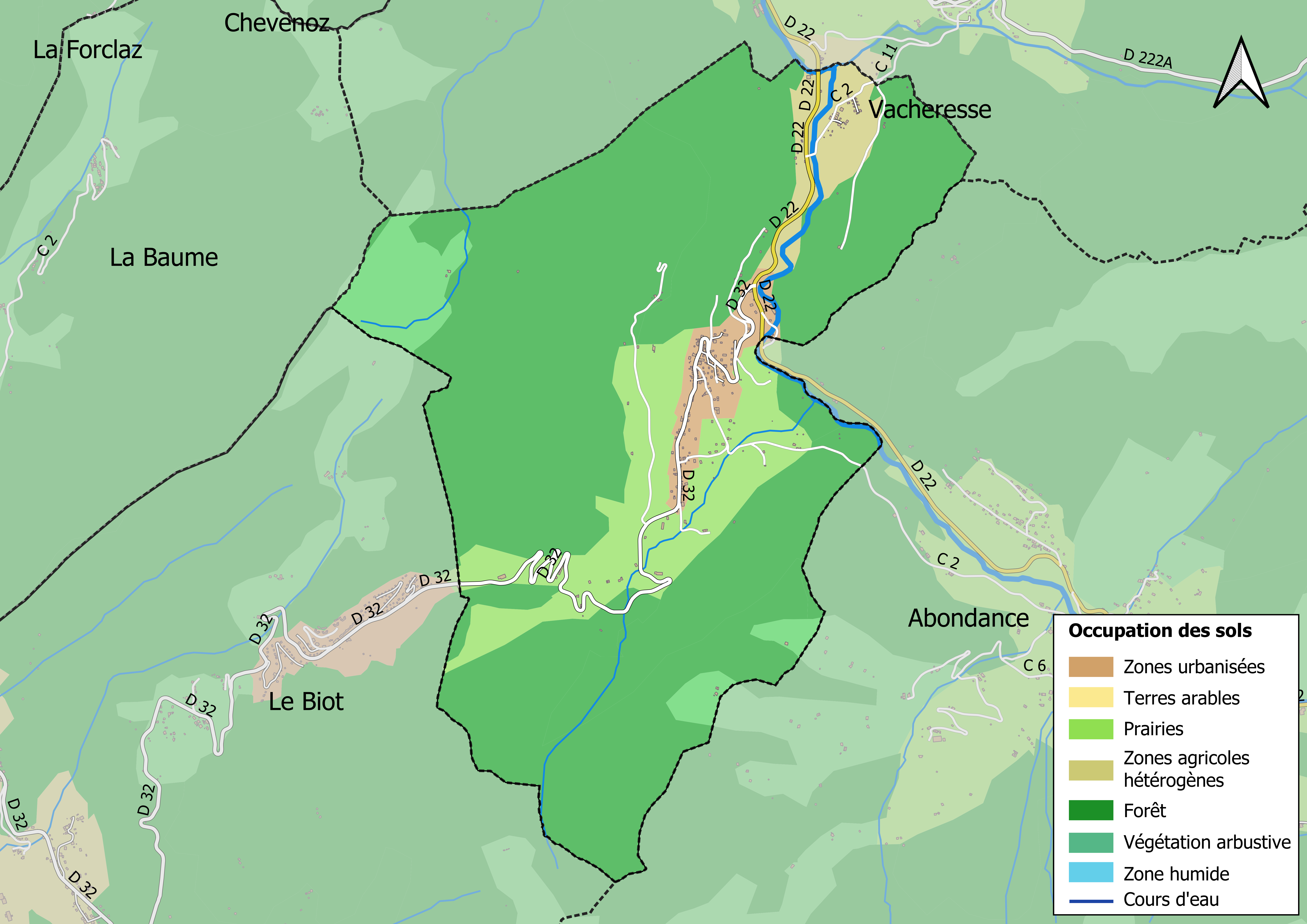
Carte des infrastructures et de l'occupation des sols en 2018 (CLC) de la commune.
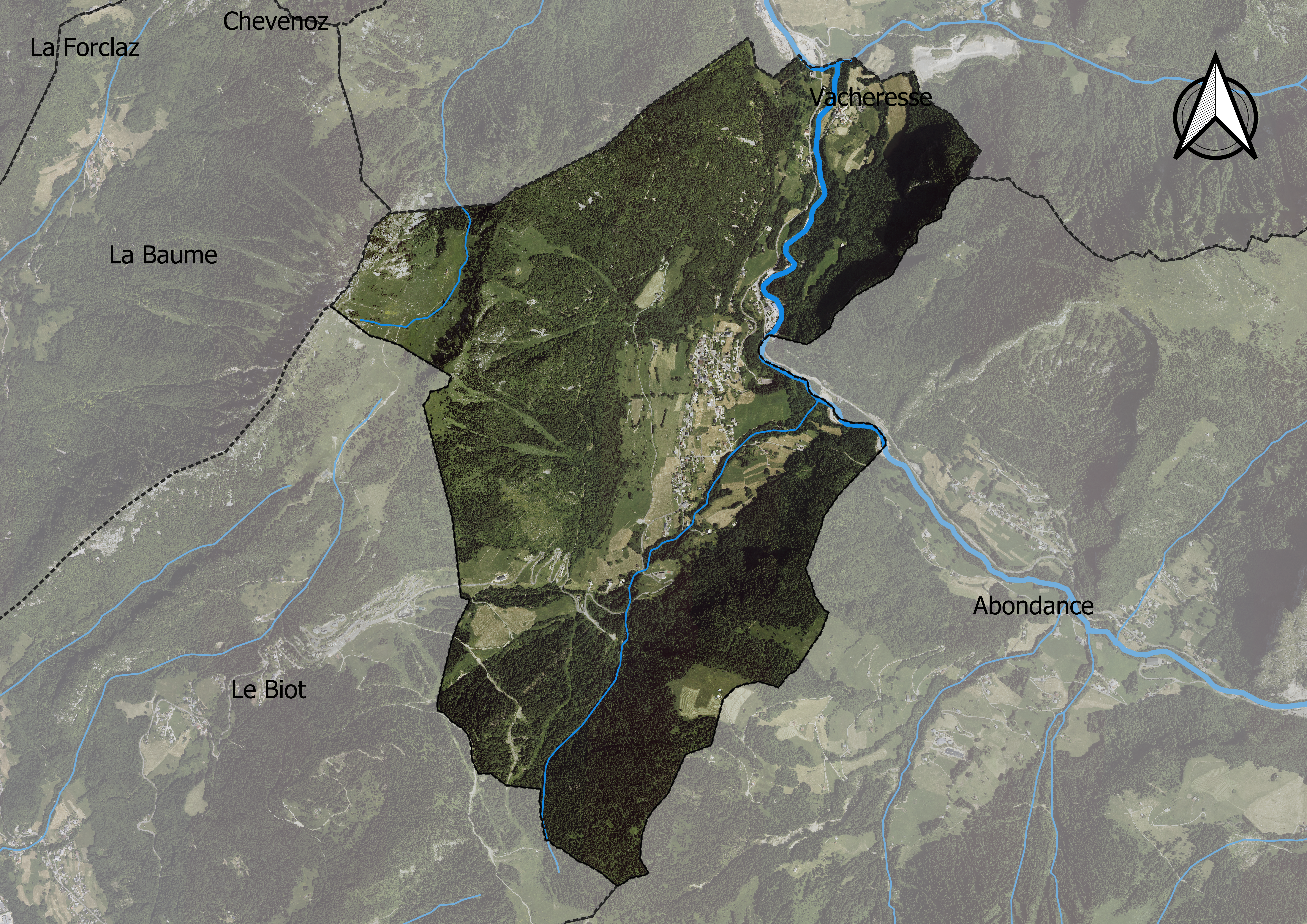
Carte orthophotogrammétrique de la commune.

## Toponymie
Le toponyme Bonnevaux désigne une « bonne vallée ». Il est composé de val c'est-à-dire une vallée étroite et du mot patois savoyard bona qui signifie « bonne ».
En francoprovençal, le nom de la commune s'écrit Bounavô, selon la graphie de Conflans.

## Histoire
Le village de Bonnevaux est érigé en commune le 25 avril 1835, à partir de la commune de Vacheresse.

## Politique et administration

### Situation administrative
Bonnevaux appartient au canton d'Évian-les-Bains, qui compte selon le redécoupage cantonal de 2014 33 communes. Avant ce redécoupage, la commune appartenait au canton d'Abondance, dont Abondance  était le chef-lieu.
À l'origine les six communes de l'ancien canton d'Abondance, correspondant au territoire de la vallée homonyme, ont formé le syndicat intercommunal à la carte de la vallée d'Abondance (SICVA). Ce SIVOM a laissé sa place à la communauté de communes de la vallée d'Abondance (2CVA), en 2013.
Bonnevaux relève de l'arrondissement de Thonon-les-Bains et de la cinquième circonscription de la Haute-Savoie, dont le député est Marc Francina (UMP) depuis les élections de 2012.

### Liste des maires
| Période                                  | Période                     | Identité            | Étiquette | Qualité |
| ---------------------------------------- | --------------------------- | ------------------- | --------- | ------- |
| Les données manquantes sont à compléter. |                             |                     |           |         |
| mars 2001                                | mars 2008                   | Roland Cettour-Cave | ...       | ...     |
| mars 2008                                | En cours (au 30 avril 2014) | Gérard Colomer      | ...       | ...     |

## Démographie
Ses habitants sont appelés les Bonnevalais,.
L'évolution du nombre d'habitants est connue à travers les recensements de la population effectués dans la commune depuis 1838. Pour les communes de moins de 10 000 habitants, une enquête de recensement portant sur toute la population est réalisée tous les cinq ans, les populations de référence des années intermédiaires étant quant à elles estimées par interpolation ou extrapolation. Pour la commune, le premier recensement exhaustif entrant dans le cadre du nouveau dispositif a été réalisé en 2005.

En 2022, la commune comptait 282 habitants, en évolution de +4,06 % par rapport à 2016 (Haute-Savoie : +6,01 %, France hors Mayotte : +2,11 %).
| 1838 | 1848 | 1858 | 1861 | 1866 | 1872 | 1876 | 1881 | 1886 |
| ---- | ---- | ---- | ---- | ---- | ---- | ---- | ---- | ---- |
| 383  | 346  | 388  | 362  | 391  | 350  | 358  | 377  | 380  |

| 1891 | 1896 | 1901 | 1906 | 1911 | 1921 | 1926 | 1931 | 1936 |
| ---- | ---- | ---- | ---- | ---- | ---- | ---- | ---- | ---- |
| 329  | 300  | 288  | 315  | 237  | 231  | 208  | 211  | 250  |

| 1946 | 1954 | 1962 | 1968 | 1975 | 1982 | 1990 | 1999 | 2005 |
| ---- | ---- | ---- | ---- | ---- | ---- | ---- | ---- | ---- |
| 255  | 237  | 210  | 211  | 204  | 209  | 254  | 240  | 271  |

| 2006 | 2010 | 2015 | 2020 | 2022 | - | - | - | - |
| ---- | ---- | ---- | ---- | ---- | - | - | - | - |
| 279  | 250  | 265  | 283  | 282  | - | - | - | - |

## Économie
En 2014, la capacité d'accueil de la commune, estimée par l'organisme Savoie Mont Blanc, est de 430 lits touristiques répartis dans 61 structures, constituées de 7 meublés et un centre ou village de vacances.

## Culture locale et patrimoine

### Lieux et monuments
L'église Saint-Maurice (1963), édifiée dans un style moderne, dit néo-régionaliste selon les plans de l'architecte, originaire de Thonon, Buisson.
La chapelle Notre-Dame-des-Sept-Douleurs (1844) se situe à environ 500 m en dessous du col du Corbier.
Au col du Corbier, station de ski Drouzin-le-Mont ; petite station de ski familiale fermée en 2012, reconvertie en montagne douce en 2013.

### Personnalités liées à la commune
- Frère Paul Favre-Miville, l'un des sept moines du monastère de Tibehirine assassinés en 1996, était originaire de Bonnevaux.

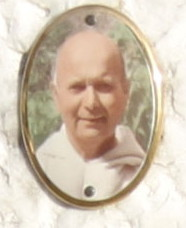
Paul Favre Miville

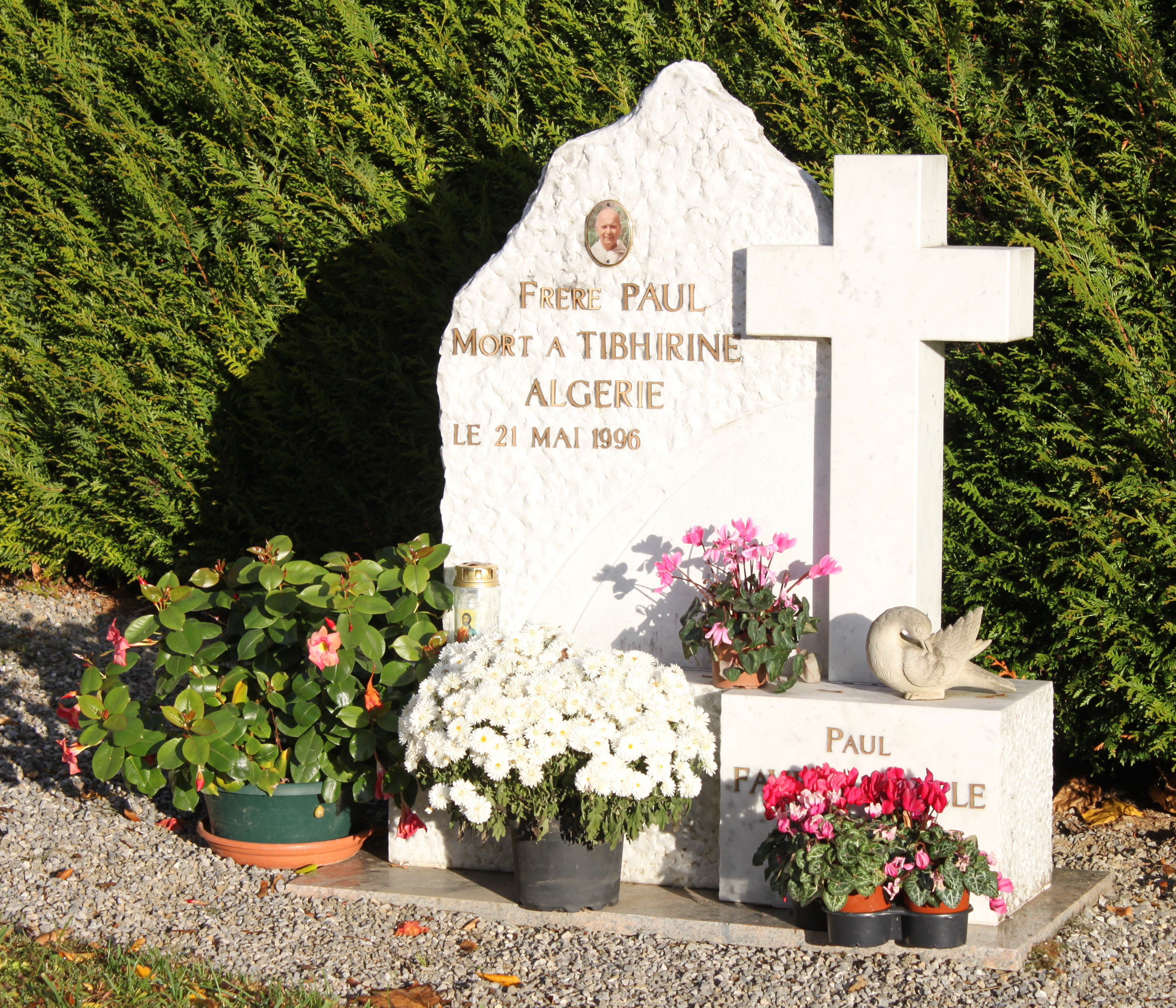
Martyr de Thibherine, Algérie. Assassiné le 27 mars 1996. Décapité, son corps n'a jamais été retrouvé.